# ویرایش آران‌ای
ویرایش آران‌ای به فرایندهایی گفته می‌شود که به کمک آنها داده‌های گنجانده‌شده در یک مولکول آران‌ای در اثر یک تغییر شیمیایی، دگرگون می‌شوند.
تا کنون چنین دگرگونی‌هایی در آران‌ای جابجایی، آران‌ای رناتنی، آران‌ای پیام‌رسان، و ریزآران‌ای در یوکاریوت‌ها دیده شده‌اند ولی در پروکاریوت‌ها چنین فرایندهایی گزارش نشده‌اند.
ویرایش آران‌ای یکی از فرایندهای ویرایش پسارونویسی می‌باشد.